# Punchbowl Cirque
Die Punchbowl Cirque (englisch für Bowlenschüssel) ist ein Bergkessel im ostantarktischen Viktorialand. In den Allan Hills liegt er 800 m südwestlich des Roscolyn Tor im südlichen Teil des Shipton Ridge.
Erkundet wurde der Bergkessel 1964 von einer Mannschaft, die im Rahmen des New Zealand Antarctic Research Program in den Allan Hills tätig war und ihm seinen deskriptiven Namen gab.